# Sierra Fellers
Pour les articles homonymes, voir Fellers.
 (octobre 2016).
Sierra Fellers (né le 30 décembre 1986 à Whitefish, Montana) est un skater professionnel américain. 

## Biographie
Sierra Fellers skate actuellement pour Foundation Skateboards, Venture Trucks, C1RCA Footwear, FKD Bearings, Bones Wheels, Nixon Watches, spirit skateshop of kalispell, Montana et CCS. Il est apparu récemment dans la vidéo "Cataclysmic Abyss" et dans la vidéo de C1RCA "It's Time". Il a également été sur la couverture du magazine Thrasher. Il vit actuellement à Long Beach, en Californie.